# Ратча (Новгородская область)
Ра́тча — деревня в Старорусском районе Новгородской области, входит в состав Новосельского сельского поселения.
Деревня расположена на небольшом холме, на левом берегу реки Порусья, в 1,5 км от административного центра сельского поселения деревни Пробуждение. В 2 км к востоку находится деревня Лосытино, в 4 км к западу, на автотрассе Старая Русса—Холм, деревня Санаковщина. Площадь территории деревни 55,4 га.

## Население
| 2010 | 2011 |
| ---- | ---- |
| 10   | ↗11  |

## История
В Новгородской земле эта местность относилась к Шелонской пятине. Деревня была впервые упомянута в писцовых книгах пятины 1548 года. В «Поручной записи корел от 1661 года» сказано, что земли, на которых стоит Ратча, принадлежали Иверскому монастырю. В 1659 году на территории современного Старорусского района возникло несколько деревень из «порядившихся» (переселившихся) сюда карельских семей, в том числе и Ратча.
На карте 1915 года деревня указана как Ратцы. Тогда же на противоположном берегу Порусьи находилась ныне исчезнувшая деревня Пупышево (Пупышева).
Перед Великой Отечественной войной в деревне ещё сохранялась древянная церковь, в которой располагалась школа. Её посещали дети из самой Ратчи и из окрестных деревень (Лосытино, Каменка, Пупышево).
Во время войны с 1941 по 1944 год в районе Ратчи проходили ожесточённые бои (см. Демянский котёл).
В настоящее время на единственной деревенской улице сохранилось 8 дворов и до 10 постоянно проживающих жителей. До апреля 2010 года деревня входила в состав ныне упразднённого Пробужденского сельского поселения.